# Camon (Somme)
Camon és un municipi francès situat al departament del Somme i la regió dels Alts de França. El 2018 tenia 4.424 habitants. S'hi han trobat vestigis d'armes de l'edat de bronze.